# Anomalie de l'Ararat
 (mai 2011).
Si vous disposez d'ouvrages ou d'articles de référence ou si vous connaissez des sites web de qualité traitant du thème abordé ici, merci de compléter l'article en donnant les références utiles à sa vérifiabilité et en les liant à la section « Notes et références ».

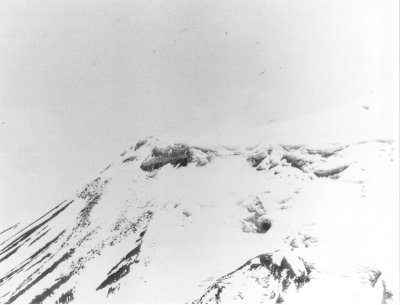
Photographie de l'anomalie d'Ararat, prise par la Defense Intelligence Agency en 1949.

L'anomalie d'Ararat (ou Ararat anomaly en anglais) est un « relief non identifié » apparaissant sur quelques photographies des étendues enneigées du sommet du mont Ararat, en Turquie.
Quelques littéralistes bibliques avancent qu'il pourrait s'agir des restes de l'arche de Noé, échouée sur ce mont selon certains commentateurs chrétiens de la Bible.

## Localisation
L'anomalie est située à l'extrémité nord-ouest du plateau occidental du mont Ararat, à 4 724 mètres d'altitude et à environ 2 kilomètres du sommet, qui culmine à 5 137 mètres. L'« objet » semble être localisé au bord de ce qui apparaît aux analystes comme une pente descendante très abrupte.
L'anomalie fut repérée pour la première fois au cours d'une mission aérienne de reconnaissance de l'US Air Force, en 1949 — le mont Ararat se situait en effet sur la frontière entre la Turquie et l'Union soviétique, et avait donc un important intérêt stratégique pendant la guerre froide. Le film est classé secret, bien qu'à un niveau de confidentialité assez peu élevé, et d'autres photographies sont prises en 1956, 1973, 1976, 1990 et 1992, par des avions ou des satellites. Six clichés de 1949 sont déclassifiés en 1995 en vertu du Freedom of Information Act, et transmis au Center for Strategic and International Studies de Washington D.C., une institution spécialisée dans l'étude des renseignements obtenus par satellite.

## Exploration
En 2004, un homme d'affaires originaire d'Honolulu, Daniel McGivern, annonce qu'il allait financer une expédition de 900 000 dollars sur le sommet du mont Ararat au mois de juillet de la même année, afin d'établir la vérité sur l'anomalie d'Ararat. Après des préparatifs très médiatisés, qui inclurent l'achat d'images satellitaires commerciales spécialement réalisées, les autorités turques lui refusent toutefois l'accès au sommet, au motif que ce dernier est situé dans une zone militaire. L'expédition est ensuite accusée par la National Geographic Society de n'être qu'un coup médiatique habilement monté, étant donné que son chef, un professeur turc du nom d'Ahmet Ali Arslan, avait déjà été accusé d'avoir falsifié des photographies de l'arche auparavant. La CIA, qui a examiné les images satellitaires de McGivern, a par ailleurs estimé que l'anomalie était constituée de « couches linéaires de glace recouvertes par de la glace et de la neige plus récemment accumulées ».
Le 26 avril 2010, un groupe d'explorateurs évangéliques turcs et chinois baptisé Noah's Ark Ministries International ont annoncé qu'ils pensaient avoir découvert l'arche de Noé sur un sommet de quelque 4 000 mètres du mont Ararat. Ils ont affirmé avoir retrouvé des restes en bois de la structure de l'arche dont la datation au carbone 14 remonterait à 4 800 ans, époque présumée où l'arche aurait navigué.
En novembre 2010, le professeur Randall Price, de la Liberty University, une université chrétienne privée américaine, affirme que la « découverte » des explorateurs est une tromperie organisée par l'un des prestataires de Noah's Ark Ministries International pour soutirer de l'argent à cette dernière, et qu'il a retrouvé les ouvriers turcs ayant aidé à installer l'« Arche » à partir de débris d'un bateau en bois apportés de Trabzon, sur la mer Noire.